# Askern
Askern – miasto i civil parish w Wielkiej Brytanii, w Anglii, w hrabstwie South Yorkshire, w dystrykcie metropolitalnym Doncaster. Leży 10,8 km od miasta Doncaster, 33,7 km od miasta Sheffield i 244,6 km od Londynu. W 2011 roku civil parish liczyła 5570 mieszkańców.